# سفارة الإمارات العربية المتحدة في المملكة المتحدة
سفارة الإمارات العربية المتحدة في المملكة المتحدة هي أرفع تمثيل دبلوماسي لدولة الإمارات العربية المتحدة لدى المملكة المتحدة. تقع السفارة في لندن وهي تهدف لتعزيز المصالح الإماراتية في المملكة المتحدة.

## وصلات خارجية
- الموقع الرسمي
- قائمة سفارات الإمارات العربية المتحدة
- قائمة السفارات في المملكة المتحدة